# Šari
Šari (arabsky نهر شاري‎, francouzsky Chari, anglicky Chari River) je vnitrozemská řeka ve Střední Africe (Čad, hraničně Kamerun a Středoafrická republika), hlavní přítok do jezera Čad. Od pramene zdrojnice Uam je dlouhá asi 1500 km (podle jiných zdrojů 1400 km). Povodí má rozlohu asi 700 000 km² (kromě zmíněných států zasahuje i do Súdánu). Největším městem na toku je čadská metropole Ndžamena.

## Průběh toku
Vzniká soutokem řek Uam a Gribingi, které pramení ve Středoafrické republice. Zdrojnice Gribingi přijímá zprava velké množství přítoků (Bamingi, Auk, Kejta) a v oblasti Sarh vytváří vnitrozemskou deltu. Po soutoku zdrojnic přijímá zprava řeku Aja (Salamat) a ještě níže největší levý přítok Logone. S ní dohromady vytváří při ústí do Čadského jezera rozsáhlou deltu, jejíž velikost se výrazně periodicky mění v závislosti na výši hladiny jezera.

## Vodní stav
Vzestup hladiny nastává v období letních dešťů a trvá několik měsíců. Hladina se zvedá postupně a povodňová vlna postupuje po řece. Na střední a dolní tok tak přichází na podzim a do Ndžameny v listopadu. Řeka a její přítoky se silně rozvodňují a vytvářejí dočasná jezera a průtoky, jež ji spojují s povodím Nigeru.

## Využití
Vodní doprava je možná do města Batangafo na zdrojnici Uam (860 km). Na řece je rozvinuté rybářství.